# Clément Ader
Clément Ader (Muret, 2 aprile 1841 – Tolosa, 5 marzo 1925) è stato un ingegnere, inventore e pioniere dell'aviazione francese.

## Biografia
Durante la guerra franco-prussiana del 1870-1871 costruì a proprie spese un pallone aerostatico, e nel 1873 sperimentò un aliante di sua concezione. Nel 1876 abbandonò il suo impiego presso l'amministrazione statale delle vie di comunicazione per cercare di fare fortuna dedicandosi a tempo pieno alla ricerca aeronautica.
Esperto in telefonia, si dedicò per un periodo all'elettrotecnica e alle comunicazioni – installando nel 1880 la prima rete telefonica di Parigi.
Nel 1882 iniziò la costruzione di un primitivo aeroplano, l'Éole, che terminò nel 1890; esso, equipaggiato con un motore a vapore, compì un breve volo il 9 ottobre di quell'anno ed è considerato da diverse fonti il primo velivolo più pesante dell'aria a essersi sollevato da un terreno pianeggiante con la sola potenza del suo motore – anche se la scelta del propulsore a vapore e l'assenza di organi efficienti per il controllo del volo rendevano l'aereo sostanzialmente inadatto a rimanere stabilmente in volo per periodi prolungati. Il 9 ottobre 1890, nei pressi di Parigi, effettuò il primo decollo percorrendo 50 metri ad una altezza di circa 20 centimetri.
Avendo suscitato l'interessamento dell'esercito francese, nel corso degli anni 1890 Ader poté approfittare di sovvenzioni governative per portare avanti due nuovi progetti di velivoli a vapore,  l'Avion II (che non venne mai costruito) e l'Avion III (che venne sperimentato, senza successo, nel 1897). Un Avion IV che avrebbe dovuto montare un motore a scoppio rimase, a sua volta, solo allo stadio di progetto.

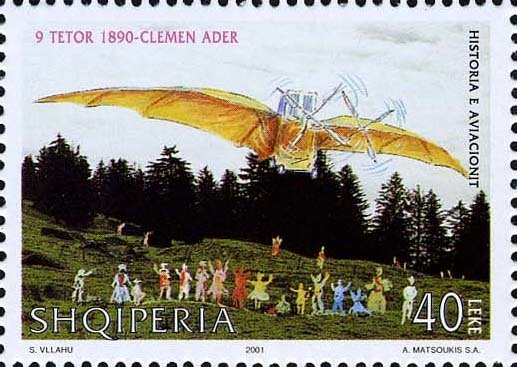
francobollo albanese del 2001 in ricordo del volo dell'Ader Éole del 9 ottobre 1890

Tra le altre sue attività vi fu anche quella di costruttore automobilistico con la Ader, attiva nei primi anni del XX secolo.